# Reprezentacja Holandii na Mistrzostwach Europy w Wioślarstwie 2010
Reprezentacja Holandii na Mistrzostwach Europy w Wioślarstwie 2010 liczyła 32 sportowców. Najlepszymi wynikami było 2. miejsce w ósemce kobiet oraz jedynce wagi lekkiej i dwójce bez sternika mężczyzn.

## Medale

### Złote medale
Brak

### Srebrne medale
jedynka wagi lekkiej (LM1x): Jaap Schouten
dwójka bez sternika wagi lekkiej (LM2-): Joris Pijs, Paul Drewes
ósemka (W8+): Kirsten Wielaard, Claudia Belderbos, Roline Repelaer van Driel, Sytske de Groot, Chantal Achterberg, Nienke Kingma, Carline Bouw, Femke Dekker, Anne Schellekens

### Brązowe medale
Brak

## Wyniki

### Konkurencje mężczyzn
- jedynka (M1x): Roel Braas – 15. miejsce
- jedynka wagi lekkiej (LM1x): Jaap Schouten – 2. miejsce
- dwójka bez sternika wagi lekkiej (LM2-): Joris Pijs, Paul Drewes – 2. miejsce
- czwórka bez sternika (M4-): Olaf van Andel, Derk Noordhuis, David Kuiper, Mitchel Steenman – 8. miejsce
- czwórka bez sternika wagi lekkiej (LM4-): Vincent Muda, Roeland Lievens, Timothee Heijbrock, Tycho Muda – 9. miejsce
- ósemka (M8+): Vincent van der Want, Robert Lücken, Rogier Blink, Kaj Hendriks, Meindert Klem, Sjoerd Hamburger, Olivier Siegelaar, Diederik Simon, Peter Wiersum – 4. miejsce

### Konkurencje kobiet
- dwójka podwójna wagi lekkiej (LW2x): Rianne Sigmond, Maaike Head – 9. miejsce
- ósemka (W8+): Kirsten Wielaard, Claudia Belderbos, Roline Repelaer van Driel, Sytske de Groot, Chantal Achterberg, Nienke Kingma, Carline Bouw, Femke Dekker, Anne Schellekens – 2. miejsce